# Gran Premio de Macao de 2016
La edición del 2016 es la 63º edición del Gran Premio de Macao celebrada los días 17, 18, 19 y 20 de noviembre del mismo año. Se disputan carreras de Fórmula 3, TCR, Motociclismo, FIA GT WC, CTM Touring Car, Chinese Racing Cup y Road Sport Challenge.

## Fórmula 3

### Pilotos participantes
| Escudería                              | N.º | Piloto                 | Motor      | Serie principal              |
| -------------------------------------- | --- | ---------------------- | ---------- | ---------------------------- |
| SJM Theodore Racing by Prema Powerteam | 1   | Felix Rosenqvist       | Mercedes   | Indy Lights                  |
| SJM Theodore Racing by Prema Powerteam | 2   | Maximilian Günther     | Mercedes   | European Formula 3           |
| SJM Theodore Racing by Prema Powerteam | 3   | Nick Cassidy           | Mercedes   | European Formula 3           |
| B-Max Racing Team                      | 5   | Jann Mardenborough     | Volkswagen | All-Japan Formula Three      |
| B-Max Racing Team                      | 6   | Daiki Sasaki           | Volkswagen | Super GT                     |
| B-Max Racing Team                      | 7   | Hongli Ye              | Volkswagen | All-Japan Formula Three      |
| HitechGP                               | 8   | George Russell         | Mercedes   | European Formula 3           |
| HitechGP                               | 9   | Daniel Juncadella      | Mercedes   | Deutsche Tourenwagen Masters |
| HitechGP                               | 10  | Nikita Mazepin         | Mercedes   | European Formula 3           |
| ThreeBond with T-Sport                 | 11  | Kenta Yamashita        | Tomei      | All-Japan Formula Three      |
| ThreeBond with T-Sport                 | 12  | Wing Chung Chang       | NBE        | European Formula 3           |
| Team TOM'S                             | 15  | Sho Tsuboi             | Toyota     | All-Japan Formula Three      |
| Motopark                               | 16  | Joel Eriksson          | Volkswagen | European Formula 3           |
| Motopark                               | 17  | Arjun Maini            | Volkswagen | GP3 Series                   |
| Motopark                               | 18  | Guanyu Zhou            | Volkswagen | European Formula 3           |
| Toda Racing                            | 19  | Tadasuke Makino        | Toda       | All-Japan Formula Three      |
| Van Amersfoort Racing                  | 20  | Callum Ilott           | Mercedes   | European Formula 3           |
| Van Amersfoort Racing                  | 21  | Anthoine Hubert        | Mercedes   | European Formula 3           |
| Van Amersfoort Racing                  | 22  | Pedro Piquet           | Mercedes   | European Formula 3           |
| kfzteile24 Mücke Motorsport            | 23  | David Beckmann         | Mercedes   | European Formula 3           |
| kfzteile24 Mücke Motorsport            | 25  | Keyvan Andres Soori    | Mercedes   | Euroformula Open             |
| Carlin                                 | 26  | Lando Norris           | Volkswagen | Eurocup Formula Renault 2.0  |
| Carlin                                 | 27  | Sérgio Sette Câmara    | Volkswagen | European Formula 3           |
| Carlin                                 | 28  | Jake Hughes            | Volkswagen | GP3 Series                   |
| Carlin                                 | 29  | António Félix da Costa | Volkswagen | Deutsche Tourenwagen Masters |
| Double R Racing                        | 30  | Alexander Sims         | Mercedes   | British GT                   |
| Double R Racing                        | 31  | Daniel Ticktum         | Mercedes   | European Formula 3           |
| Fortec Motorsport                      | 32  | Sam MacLeod            | Mercedes   | Euroformula Open             |
| Fortec Motorsport                      | 33  | Ferdinand Habsburg     | Mercedes   | Euroformula Open             |

### Resultados F3
Clasificación
| Pos                                                                                 | N.º | Pilotos                | Escudería              | Q1       | Rank Q1 | Q2       | Rank Q2 | Dif       | Parrilla |
| ----------------------------------------------------------------------------------- | --- | ---------------------- | ---------------------- | -------- | ------- | -------- | ------- | --------- | -------- |
| 1                                                                                   | 8   | George Russell         | HitechGP               | 2:12.670 | 13      | 2:10.100 | 1       |           | 1        |
| 2                                                                                   | 20  | Callum Ilott           | Van Amersfoort Racing  | 2:11.761 | 2       | 2:10.470 | 2       | + 0.370 s | 2        |
| 3                                                                                   | 29  | António Félix da Costa | Carlin                 | 2:11.535 | 1       | 2:10.501 | 3       | + 0.401 s | 3        |
| 4                                                                                   | 27  | Sérgio Sette Câmara    | Carlin                 | 2:11.994 | 6       | 2:10.716 | 4       | + 0.616 s | 4        |
| 5                                                                                   | 11  | Kenta Yamashita        | ThreeBond with T-Sport | 2:11.797 | 4       | 2:10.731 | 5       | + 0.631 s | 5        |
| 6                                                                                   | 28  | Jake Hughes            | Carlin                 | 2:12.360 | 9       | 2:10.776 | 6       | + 0.676 s | 6        |
| 7                                                                                   | 2   | Maximilian Günther     | Prema Powerteam        | 2:13.017 | 15      | 2:10.996 | 7       | + 0.896 s | 7        |
| 8                                                                                   | 1   | Felix Rosenqvist       | Prema Powerteam        | 2:11.797 | 3       | 2:11.054 | 8       | + 0.954 s | 8        |
| 9                                                                                   | 26  | Lando Norris           | Carlin                 | 2:11.996 | 7       | 2:11.067 | 9       | + 0.967 s | 9        |
| 10                                                                                  | 3   | Nick Cassidy           | Prema Powerteam        | 2:12.123 | 8       | 2:11.341 | 10      | + 1.241 s | 10       |
| 11                                                                                  | 9   | Daniel Juncadella      | HitechGP               | 2:11.821 | 5       | 2:11.470 | 11      | + 1.370 s | 11       |
| 12                                                                                  | 30  | Alexander Sims         | Double R Racing        | 2:12.600 | 11      | 2:11.597 | 12      | + 1.497 s | 12       |
| 13                                                                                  | 31  | Daniel Ticktum         | Double R Racing        | 2:13.102 | 16      | 2:11.674 | 13      | + 1.574 s | 13       |
| 14                                                                                  | 21  | Anthoine Hubert        | Van Amersfoort Racing  | 2:12.727 | 14      | 2:11.751 | 14      | + 1.651 s | 14       |
| 15                                                                                  | 23  | David Beckmann         | Mücke Motorsport       | 2:14.062 | 22      | 2:11.775 | 15      | + 1.675 s | 15       |
| 16                                                                                  | 32  | Sam MacLeod            | Fortec Motorsport      | 2:12.536 | 10      | 2:11.799 | 16      | + 1.699 s | 16       |
| 17                                                                                  | 17  | Arjun Maini            | Motopark               | 2:12.657 | 12      | 2:11.871 | 17      | + 1.771 s | 17       |
| 18                                                                                  | 10  | Nikita Mazepin         | HitechGP               | 2:13.438 | 19      | 2:11.987 | 18      | + 1.887 s | 18       |
| 19                                                                                  | 16  | Joel Eriksson          | Motopark               | 2:13.479 | 20      | 2:12.455 | 19      | + 2.355 s | 19       |
| 20                                                                                  | 18  | Guanyu Zhou            | Motopark               | 2:14.278 | 24      | 2:12.465 | 20      | + 2.365 s | 20       |
| 21                                                                                  | 22  | Pedro Piquet           | Van Amersfoort Racing  | 2:13.276 | 17      | 2:12.609 | 21      | + 2.509 s | 21       |
| 22                                                                                  | 19  | Tadasuke Makino        | Toda Racing            | 2:15.618 | 29      | 2:12.838 | 22      | + 2.738 s | 22       |
| 23                                                                                  | 33  | Ferdinand Habsburg     | Fortec Motorsport      | 2:15.336 | 28      | 2:12.879 | 23      | + 2.779 s | 23       |
| 24                                                                                  | 12  | Wing Chung Chang       | ThreeBond with T-Sport | 2:13.336 | 18      | 2:12.897 | 24      | + 2.797 s | 24       |
| 25                                                                                  | 5   | Jann Mardenborough     | B-Max Racing Team      | 2:14.174 | 23      | 2:13.673 | 25      | + 3.573 s | 25       |
| 26                                                                                  | 6   | Daiki Sasaki           | B-Max Racing Team      | 2:15.261 | 27      | 2:13.772 | 26      | + 3.672 s | 26       |
| 27                                                                                  | 7   | Hongli Ye              | B-Max Racing Team      | 2:14.012 | 21      | no time  | 29      | + 3.912 s | 27       |
| 28                                                                                  | 25  | Keyvan Andres Soori    | Mücke Motorsport       | 2:14.803 | 25      | 2:15.028 | 28      | + 4.703 s | 28       |
| 29                                                                                  | 15  | Sho Tsuboi             | Team TOM'S             | 2:15.051 | 26      | 2:14.868 | 27      | + 4.768 s | 29       |
| Fuente:                                                                             |     |                        |                        |          |         |          |         |           |          |
| Tiempo en negrita indica el tiempo más rápido de los dos que determina la parrilla. |     |                        |                        |          |         |          |         |           |          |

Carrera Clasificatoria
| Pos                                                                           | N.º | Piloto                 | Escudería              | Vueltas | Tiempo/RET      | Parrilla |
| ----------------------------------------------------------------------------- | --- | ---------------------- | ---------------------- | ------- | --------------- | -------- |
| 1                                                                             | 29  | António Félix da Costa | Carlin                 | 10      | 27min 07.011sec | 3        |
| 2                                                                             | 20  | Callum Ilott           | Van Amersfoort Racing  | 10      | + 0.850 s       | 2        |
| 3                                                                             | 27  | Sérgio Sette Câmara    | Carlin                 | 10      | + 5.030 s       | 4        |
| 4                                                                             | 11  | Kenta Yamashita        | ThreeBond with T-Sport | 10      | + 5.797 s       | 5        |
| 5                                                                             | 8   | George Russell         | HitechGP               | 10      | + 7.351 s       | 1        |
| 6                                                                             | 1   | Felix Rosenqvist       | Prema Powerteam        | 10      | + 7.889 s       | 8        |
| 7                                                                             | 9   | Daniel Juncadella      | HitechGP               | 10      | + 10.136 s      | 11       |
| 8                                                                             | 31  | Daniel Ticktum         | Double R Racing        | 10      | + 17.416 s      | 13       |
| 9                                                                             | 30  | Alexander Sims         | Double R Racing        | 10      | + 17.859 s      | 12       |
| 10                                                                            | 28  | Jake Hughes            | Carlin                 | 10      | + 20.564 s      | 6        |
| 11                                                                            | 3   | Nick Cassidy           | Prema Powerteam        | 10      | + 21.050 s      | 10       |
| 12                                                                            | 22  | Pedro Piquet           | Van Amersfoort Racing  | 10      | + 21.358 s      | 21       |
| 13                                                                            | 23  | David Beckmann         | Mücke Motorsport       | 10      | + 21.607 s      | 15       |
| 14                                                                            | 17  | Arjun Maini            | Motopark               | 10      | + 21.996 s      | 17       |
| 15                                                                            | 16  | Joel Eriksson          | Motopark               | 10      | + 24.194 s      | 19       |
| 16                                                                            | 12  | Wing Chung Chang       | ThreeBond with T-Sport | 10      | + 24.940 s      | 24       |
| 17                                                                            | 33  | Ferdinand Habsburg     | Fortec Motorsport      | 10      | + 26.006 s      | 23       |
| 18                                                                            | 10  | Nikita Mazepin         | HitechGP               | 10      | + 28.215 s      | 18       |
| 19                                                                            | 19  | Tadasuke Makino        | Toda Racing            | 10      | + 31.905 s      | 22       |
| 20                                                                            | 5   | Jann Mardenborough     | B-Max Racing Team      | 10      | + 32.589 s      | 25       |
| 21                                                                            | 15  | Sho Tsuboi             | TOM'S                  | 10      | + 33.073 s      | 29       |
| 22                                                                            | 25  | Keyvan Andres Soori    | Mücke Motorsport       | 10      | + 34.143 s      | 28       |
| 23                                                                            | 32  | Sam MacLeod            | Fortec Motorsport      | 10      | + 56.743 s      | 16       |
| Ret                                                                           | 6   | Daiki Sasaki           | B-Max Racing Team      | 8       | Retired         | 26       |
| Ret                                                                           | 18  | Guanyu Zhou            | Motopark               | 7       | Retired         | 20       |
| Ret                                                                           | 2   | Maximilian Günther     | Prema Powerteam        | 1       | Accident Damage | 7        |
| Ret                                                                           | 26  | Lando Norris           | Carlin                 | 0       | Accident        | 9        |
| Ret                                                                           | 21  | Anthoine Hubert        | Van Amersfoort Racing  | 0       | Accident        | 14       |
| Ret                                                                           | 7   | Hongli Ye              | B-Max Racing Team      | 0       | Accident        | 27       |
| Vuelta rápida: Callum Ilott, 2:11.445, 167,61 km/h (104,1 mph) en la vuelta 9 |     |                        |                        |         |                 |          |
| Fuente:                                                                       |     |                        |                        |         |                 |          |

Carrera
| Pos                                                                            | N.º | Piloto                 | Escudería              | Vueltas | Tiempo/RET      | Parrilla |
| ------------------------------------------------------------------------------ | --- | ---------------------- | ---------------------- | ------- | --------------- | -------- |
| 1                                                                              | 29  | António Félix da Costa | Carlin                 | 15      | 37min 57.447sec | 1        |
| 2                                                                              | 1   | Felix Rosenqvist       | Prema Powerteam        | 15      | + 1.603 s       | 6        |
| 3                                                                              | 27  | Sérgio Sette Câmara    | Carlin                 | 15      | + 3.194 s       | 3        |
| 4                                                                              | 11  | Kenta Yamashita        | ThreeBond with T-Sport | 15      | + 3.862 s       | 4        |
| 5                                                                              | 20  | Callum Ilott           | Van Amersfoort Racing  | 15      | + 4.348 s       | 2        |
| 6                                                                              | 28  | Jake Hughes            | Carlin                 | 15      | + 6.191 s       | 10       |
| 7                                                                              | 8   | George Russell         | HitechGP               | 15      | + 7.027 s       | 5        |
| 8                                                                              | 9   | Daniel Juncadella      | HitechGP               | 15      | + 7.840 s       | 7        |
| 9                                                                              | 22  | Pedro Piquet           | Van Amersfoort Racing  | 15      | + 9.361 s       | 12       |
| 10                                                                             | 30  | Alexander Sims         | Double R Racing        | 15      | + 11.294 s      | 9        |
| 11                                                                             | 26  | Lando Norris           | Carlin                 | 15      | + 13.040 s      | 27       |
| 12                                                                             | 12  | Wing Chung Chang       | ThreeBond with T-Sport | 15      | + 15.101 s      | 16       |
| 13                                                                             | 21  | Anthoine Hubert        | Van Amersfoort Racing  | 15      | + 15.520 s      | 28       |
| 14                                                                             | 19  | Tadasuke Makino        | Toda Racing            | 15      | + 17.674 s      | 19       |
| 15                                                                             | 18  | Guanyu Zhou            | Motopark               | 15      | + 17.913 s      | 25       |
| 16                                                                             | 15  | Sho Tsuboi             | TOM'S                  | 15      | + 18.530 s      | 21       |
| 17                                                                             | 32  | Sam MacLeod            | Fortec Motorsport      | 15      | + 19.081 s      | 23       |
| 18                                                                             | 25  | Keyvan Andres Soori    | Mücke Motorsport       | 15      | + 19.972 s      | 22       |
| 19                                                                             | 23  | David Beckmann         | Mücke Motorsport       | 15      | + 20.325 s      | 13       |
| 20                                                                             | 5   | Jann Mardenborough     | B-Max Racing Team      | 15      | + 22.895 s      | 20       |
| 21                                                                             | 17  | Arjun Maini            | Motopark               | 15      | + 48.349 s      | 14       |
| 22                                                                             | 6   | Daiki Sasaki           | B-Max Racing Team      | 13      | + 2 laps        | 24       |
| Ret                                                                            | 16  | Joel Eriksson          | Motopark               | 11      | Retired         | 15       |
| Ret                                                                            | 3   | Nick Cassidy           | Prema Powerteam        | 9       | Retired         | 11       |
| Ret                                                                            | 31  | Daniel Ticktum         | Double R Racing        | 7       | Retired         | 8        |
| Ret                                                                            | 33  | Ferdinand Habsburg     | Fortec Motorsport      | 6       | Retired         | 17       |
| Ret                                                                            | 2   | Maximilian Günther     | Prema Powerteam        | 4       | Accident damage | 26       |
| Ret                                                                            | 10  | Nikita Mazepin         | HitechGP               | 3       | Accident        | 18       |
| Vuelta rápida: Felix Rosenqvist, 2:11.080, 145 km/h (90,1 mph) en la vuelta 14 |     |                        |                        |         |                 |          |
| Fuente:                                                                        |     |                        |                        |         |                 |          |

## Otras competiciones

### GP de Motociclismo
| Datos     | Piloto         | Escudería              | Tiempo    |
| --------- | -------------- | ---------------------- | --------- |
| Pole      | Martin Jessopp | Riders Motorcycles BMW | 2:24.653  |
|           |                |                        |           |
| 1º        | Peter Hickman  | Bathams - SMT Racing   | 29:15.590 |
| 2º        | Michael Rutter | Bathams - SMT Racing   | +0.533    |
| 3º        | Martin Jessopp | Riders Motorcycles BMW | +0.655    |
|           |                |                        |           |
| V. rápida | Martin Jessopp | Riders Motorcycles BMW | 2:24.931  |

### TCR
Calificación
| Piloto           | Escudería           | Tiempo Q1 | Tiempo Q2 |
| ---------------- | ------------------- | --------- | --------- |
| Jean-Karl Vernay | Leopard Racing Team | 2:34.121  | 3:00.602  |

| Resultados | Piloto             | Escudería           | Tiempo  |
| ---------- | ------------------ | ------------------- | ------- |
| 1º         | Stefano Comini     | Leopard Racing Team | 37:08.9 |
| 2º         | Jean-Karl Vernay   | Leopard Racing Team | +1.040  |
| 3º         | Tiago Monteiro     | WestCoast Racing    | +1.467  |
| V. rápida  | Lau Shek Fai Edgar | Asia Racing Team    | 2:57.2  |

| Resultados | Piloto           | Escudería           | Tiempo    |
| ---------- | ---------------- | ------------------- | --------- |
| 1º         | Tiago Monteiro   | WestCoast Racing    | 45:38.635 |
| 2º         | Jean-Karl Vernay | Leopard Racing Team | +0.926    |
| 3º         | Pepe Oriola      | Craft-Bamboo Racing | +1.441    |
| V. rápida  | Pepe Oriola      | Craft-Bamboo Racing | 2:35.494  |

### FIA GT World Cup
Calificación
| Piloto          | Coche       | Tiempo   |
| --------------- | ----------- | -------- |
| Edoardo Mortara | Audi R8 LMS | 2:16.862 |

| Datos     | Piloto           | Coche            | Tiempo    |
| --------- | ---------------- | ---------------- | --------- |
| 1º        | Laurens Vanthoor | Audi R8 LMS      | 33:00.643 |
| 2º        | Earl Bamber      | Porsche 911 GT3R | +0.786    |
| 3º        | Kévin Estre      | Porsche 911 GT3R | +1.840    |
|           |                  |                  |           |
| V. rápida | Laurens Vanthoor | Audi R8 LMS      | 2:18.031  |

| Datos     | Piloto           | Coche            | Tiempo    |
| --------- | ---------------- | ---------------- | --------- |
| 1º        | Laurens Vanthoor | Audi R8 LMS      | 12:21.870 |
| 2º        | Kévin Estre      | Porsche 911 GT3R | +3.500    |
| 3º        | Maro Engel       | Mercedes-AMG GT3 | +5.605    |
|           |                  |                  |           |
| V. rápida | Kévin Estre      | Porsche 911 GT3R | 2:28.995  |

### CTM Touring Car
| Datos     | Piloto             | Coche           | Tiempo    |
| --------- | ------------------ | --------------- | --------- |
| Pole      | Poon Tak Chun Paul | Peugeot RCZ     | 02:45.4   |
|           |                    |                 |           |
| 1º        | Poon Tak Chun Paul | Peugeot RCZ     | 42:43.445 |
| 2º        | Felipe C. de Souza | Chevrolet Cruze | +0.476    |
| 3º        | Fung Kar Chue Alex | Peugeot RCZ     | +13.830   |
|           |                    |                 |           |
| V. rápida | Felipe C. de Souza | Chevrolet Cruze | 2:45.303  |

### Road Sport Challenge
| Datos     | Piloto         | Coche             | Tiempo    |
| --------- | -------------- | ----------------- | --------- |
| Pole      | Leong Ian Veng | Mitsubishi EVO 9  | 02:34.0   |
|           |                |                   |           |
| 1º        | Lo Kai Fung    | Mitsubishi EVO 7  | 27:08.198 |
| 2º        | Wong Wan Long  | Mitsubishi EVO 10 | +14.061   |
| 3º        | Ng Kin Veng    | Mitsubishi EVO 9  | +14.191   |
|           |                |                   |           |
| V. rápida | Leong Ian Veng | Mitsubishi EVO 9  | 2:57.287  |

### Copa Racing China
| Datos     | Piloto            | Coche      | Tiempo    |
| --------- | ----------------- | ---------- | --------- |
| Pole      | David Zhu         | Senova D70 | 02:57.4   |
|           |                   |            |           |
| 1º        | David Zhu         | Senova D70 | 33:12.974 |
| 2º        | Chang Chien Shang | Senova D70 | +4.811    |
| 3º        | Zhang Zhi Qiang   | Senova D70 | +1:41.691 |
|           |                   |            |           |
| V. rápida | David Zhu         | Senova D70 | 2:58.203  |